# Georges Sion
Georges Sion (* 7. Dezember 1913 in Binche; † 13. April 2001 in Brüssel) war ein belgischer Dramatiker französischer Sprache.

## Leben und Werk
Georges Sion studierte Rechtswissenschaft an der Universität Löwen, seine Leidenschaft galt aber schon früh dem Theater. 1943 begründete Claude Étienne (1917–1992) das Theater Le Rideau de Bruxelles mit Sions neo-klassizistischem Stück La matrone d’Éphèse. 8 weitere folgten, teils historischen, teils metaphysischen Inhalts. Daneben trat er als Theaterkritiker in Erscheinung und lehrte Theatergeschichte in Mons (Conservatoire royal de Mons) und Brüssel. Ab 1962 war er Mitglied der Académie royale de langue et de littérature françaises de Belgique (ARLLFB) und von 1972 bis 1988 ihr Ständiger Sekretär (Secrétaire perpétuel).

## Werke (Auswahl)
- Le Théâtre français d'entre deux-guerres. Casterman, Paris 1944.
- Voyages aux 4 coins du Congo.  A. Goemaere, Brüssel 1951.
  - Voyages aux 4 coins du Congo 1949–1952. 1953.
- La Conversation française. Baude, Paris 1952.
- 75 ans de Congo "de l'empire du mystère à l'empire du bonheur". Gent 1955.
- Henri Jaspar. Portrait d'un homme d'État. Brepols, Paris 1964.
- Théâtre. Duculot, Paris 1989. (La matrone d'Éphèse. Charles le Téméraire. Cher Gonzague ! La princesse de Chine. Le voyageur de Forceloup. La malle de Pamela. Marie de Nivelles. Cléopâtre ou L'ultime amour. Antoine et Cléopâtre)